# Антифашизм

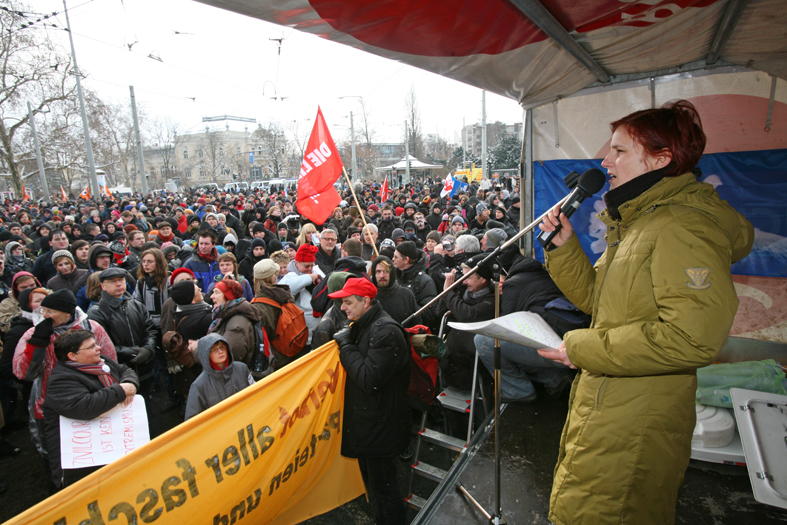
Антифашисти на мітингу в Дрездені, що проходив у рамках компанії "Dresen - Nazifrei" у 2010 році

Антифаши́зм — сукупність політичних ідеологій, що складають опозицію фашистським та нацистським ідеологіям, організаціям й урядам.
Антифаши́стський рух — рух, основна мета якого є протидія фашизму.

## Початок
Популяризація цього руху набула розмаху в міжвоєнні роки (період між Першою світовою війною, яку також називають «Велика війна» і Другою світовою війною). Всупереч популярній думці, фашизм виник в Італії з приходом до влади Беніто Муссоліні. Пік розвитку фашизму припав на 20-30-ті роки XX століття. В той же час набирав оберти й антифашистський рух, який виник для боротьби проти крайніх націоналістичних, фашистських і нацистських ідей, що на той час здобули популярність.

## Основні відомості
Існує різниця між антифашизмом як політичним рухом та як особистим вибором окремої людини. В широкому сенсі, антифашист — це будь-яка людина, незгодна з ідеологією фашизму або та, що бере участь в антифашистських акціях прямої дії. 
 Антифашизм можна умовно розділити на: лівий антифашизм, що виступає проти фашизму під стягом лівих ідеологій (анархізму, комунізму й соціалізму); ліберальний антифашизм, що виступає з точки зору класичного лібералізму й антитоталітаризму; християнський антифашизм, що вбачає у фашизмі, перед усім, ворога традиційних християнських цінностей. Слід відокремлювати політизованих антифашистів від людей, що мають антирасистські й загальнолюдські переконання, яких не можна йменувати антифашистами, через відсутність у них певних політичних поглядів. Не завжди антифашизм виступає проти націоналізму: така ідеологія може бути частиною деяких помірних націоналістичних рухів, оскільки фашизм базується насамперед на імперіалізмі, а також тоталітаризмі. Історично лівий антифашизм був найактивнішим та найвойовничішим супротивником фашизму.[джерело?]
Нині антифашизм став невід'ємною частиною багатьох політичних й культурних течій, зокрема анархізму, більшості гілок субкультури скінхедів, хардкор руху та його відгалужень та інших течій, так чи інакше споріднених з культурою панк. Термін «антифа», скорочений варіант від слова антифашист, було вигадано журналістами і є своєрідним мемом, за допомогою якого вони позначають сучасних антифашистів.